# Turcja na Letnich Igrzyskach Olimpijskich 1972
Turcję na Letnich Igrzyskach Olimpijskich 1972 reprezentowało 43 zawodników, 42 mężczyzn i 1 kobieta.

## Zdobyte medale
| Medal  | Zawodnik    | Dyscyplina | Konkurencja                    | Rezultat    |
| ------ | ----------- | ---------- | ------------------------------ | ----------- |
| Srebro | Vehbi Akdağ | Zapasy     | Styl wolny, kategoria do 62 kg | [ 1 ] [ 2 ] |